# Goodshirt
Goodshirt a fost o formație neo-zeelandeză de muzică pop/rock din Auckland. Membrii acesteia erau Gareth Thomas, frații Murray și Rodney Fisher și toboșarul Mike Beehre.

## Istoric
Goodshirt s-au făcut cunoscuți pentru prima dată în 2000, odată cu lansarea piesei „Green”. După alte câteva single-uri, formația a lansat albumul de debut Good, în luna august a anului 2001. Primele piese de pe album au fost produse cu instrumente la mâna a doua sau „făcute acasă” și majoritatea au fost înregistrate în grădinița lui Murray.
Alte câteva piese au fost promovate de pe album (cu propria lor casă de discuri, Cement - legată de EMI, Noua Zeelandă). Una dintre acestea, „Sophie”, a atins prima poziție în New Zealand Singles Chart în 2002. Ca urmare a acestui succes, albumul a fost lansat și în Australia, Canada și Japonia.
Al doilea album al formației, Fiji Baby, a fost lansat la începutul anului 2004. Printre piesele notabile se numără „Fiji Baby”, „Buck It Up” și „Lucy”.
Goodshirt s-a dizolvat în 2004. De atunci, Rodney Fisher a mai cântat alături de Breaks Co-Op, iar acum locuiește în Londra, Angia; alți doi membri s-au alăturat formației din Auckland, Voom. Gareth Thomas cântă la acordeon și clape alături de Steve Abel, în formația The Chrysalids.

## Discografie
| Data lansării     | Titlu       | Casă de discuri | Poziție maximă | Certificare |        |
| Albume            | Albume      | Albume          | Albume         | Albume      | Albume |
| ----------------- | ----------- | --------------- | -------------- | ----------- | ------ |
| iulie 2001        | Good        | Cement Records  | 5              |             |        |
| 19 februarie 2004 | „Fiji Baby” | Cement Records  | 5              |             |        |
| EP-uri            |             |                 |                |             |        |
| 2002              | E.G.        |                 | -              |             |        |

| An | Piesă          | Album     | Poziție maximă | Certificare |
| -- | -------------- | --------- | -------------- | ----------- |
|    | „Place To Be”  | Good      | 22 (NZ)        | -           |
|    | „Sophie”       | Good      | 1 (NZ)         | -           |
|    | „Green”        | Good      | 12 (NZ)        | -           |
|    | „Monotone”     | Good      | 31 (NZ)        | -           |
|    | „Blowing Dirt” | Good      | 13 (NZ)        | -           |
|    | „Buck It Up”   | Fiji Baby | 2 (NZ)         | -           |
|    | „Fiji Baby”    | Fiji Baby | 1 (NZ)         | -           |